# Dennis González
Dennis Sidney González (* 15. August 1954 in Abilene, Texas; † 15. März 2022)
war ein US-amerikanischer Trompeter des Post Bop, Avantgarde-Jazz und des Free Jazz sowie Musikpädagoge.

## Leben und Wirken
González lernte schon in seiner Jugend Trompete und kam 1977 nach Dallas, Texas. Er arbeitete bei Radiosendern und mit eigenen Formationen, mit denen er im Laufe seiner Karriere für kleinere Jazzlabel wie Silkheart, Brut, Clean Feed, Koch Jazz und 8th Harmonic Breakdown aufnahm. Ende der 1970er Jahre gründete er außerdem die Musiker-Kooperative Dallas Association for Avant-Garde and Neo Impressionistic Music, kurz daagnim, und das gleichnamige Plattenlabel.
González’ Hauptinstrument war die Trompete; daneben spielte er Schlagzeug, Flöte, Synthesizer und Baritonsaxophon. González veröffentlichte 28 Alben unter eigenem Namen, unter anderem mit Gastmusikern wie John Purcell, Andrew Cyrille oder Malachi Favors. In London nahm er 1987 mit den britischen Freejazz-Musikern Elton Dean, Keith Tippett, Louis Moholo und Paul Rogers das Album Catechism auf. 1993 spielte er mit der Formation „The Nordic Wizard Band“ mit skandinavischen Musikern wie Bugge Wesseltoft, Nils Petter Molvær und Sidsel Endresen das Album Welcome to Us für das polnische Gowi-Label ein. Im Bereich des Jazz war er laut Tom Lord zwischen 1979 und 2020 an 66 Aufnahmesessions beteiligt, zuletzt mit seinem Ataraxia Trio.
Stilistisch und konzeptuell erinnerte González’ Musik an Don Cherry und Tomasz Stańko. Richard Cook und Brian Morton merken im The Penguin Guide to Jazz zu González’ größten Leistungen an, 1987 den Saxophonisten Charles Brackeen aus seinem vorübergehenden Rückzug gelockt zu haben (Worshippers Come Nigh, 1988). González sorgte auch dafür, dass Bassist Henry Grimes wieder ins Aufnahmestudio zurückkehrte, als er mit ihm im November 2003 das Album Nile River Suite aufnahm.

## Auswahldiskographie
- Stefan (Silkheart, 1986) mit John Purcell
- Namesake (Silkheart, 1987) mit Charles Brackeen, Malachi Favors
- Catechism (Music and Arts, 1987)
- Debenge-Debenge (Silkheart, 1988)
- The Earth and the Heart (Konnex, 1989) mit Nels Cline, Alex Cline, Andrew Cyrille
- Hymn for the Perfect Heart of a Pearl (Konnex, 1990), mit Tim Green, Carlos Ward, Paul Plimley, Paul Rogers, Louis Moholo
- The Desert Wind (Silkheart, 1989) mit Charles Brackeen
- Herido: Live at St. James Cathedral, Chicago, mit Yusef Komunyakaa
- Old Time Revival (2003)
- NY Midnight Suite (2004)
- Idle Wild (2005)
- No Photograph Available (2006)
- The Gift of Discernment (2008)
- Renegade Spirits (2008)
- Songs of Early Autumn (2009)
- A Matter of Blood (2009)
- Cape of Storms (Ayler, 2010, mit Tim Green, Stefan González, Aaron González, Louis Moholo)
- The Hymn Project (Daagnim, 2011) mit Ingebrigt Håker Flaten
- So Soft Yet (Clean Feed Records, 2011) mit João Paulo Esteves da Silva
- Resurrection and Life (2012), mit Alvin Fielder
- Dennis González Ataraxia Trio + 2: Nights Enter (Ayler Records, 2021), mit Drew Phelps, Jagath Lakpriya, Derek Rogers, Jess Garland

## Lexikalischer Eintrag
- Richard Cook, Brian Morton: The Penguin Guide of Jazz on CD. 6. Auflage. Penguin, London 2002, ISBN 0-14-051521-6.